# Periclimenes bayeri
Periclimenes bayeri är en kräftdjursart som beskrevs av Lipke Bijdeley Holthuis 1981. Periclimenes bayeri ingår i släktet Periclimenes och familjen Palaemonidae. Inga underarter finns listade i Catalogue of Life.